# Edificio España (pel·lícula)
Edificio España és una pel·lícula documental espanyola dirigida per Víctor Moreno, coautor del guió amb Rodrigo Rodríguez.

## Sinopsi
En 2007 s'inicia un projecte de reforma integral de l'Edificio España, un edifici emblemàtic situat a la Plaça d'España de Madrid que durant el franquisme va ser símbol de prosperitat i un dels gratacels més alts d'Europa. A les obres hi participaren més de dos-cents treballadors de diverses nacionalitats, generant un anecdotari insòlit i incorporant les seves vivències a la pròpia memòria del lloc.

## Producció
Fou rodada durant quatre anys, i un cop acabada l'octubre de 2012, el propietari de l'edifici, Santander Fondo Inmobiliario, considera que la seva emissió "perjudica els seus interessos comercials", tot que el banc va donar l'autorització per rodar a l'interior de l'edifici, que la pel·lícula no es fa cap esment del Banco de Santander ni la pel·lícula va en contra seva, i en va prohibir la seva divulgació malgrat haver estat presentat als Festivals de Cinema de Sant Sebastià, BAFICI (a Buenos Aires), DocumentaMadrid o DocLisboa. Quinze mesos després, en fer-se públic l'intent de censura, Banco de Santander canvià d'opinió i en va permetre l'exhibició. Fou estrenat el març de 2014, va participar en els XXIX Premis Goya i fou exhibit a la plataforma Filmin.

## Nominacions
Fou nominada al Goya al millor documental

## Crítiques
| «                             | "Pel·lícula de terror sonor, entre el melancòlic i l'apocalíptic, petita però "matona", 'Edificio España' està plena de moments-símbol" | » |
| — Javier Ocaña: Diari El País | |   |